# Adrian Ilie (1974)
Nezaměňovat s jiným rumunským fotbalistou shodného jména - Adrian Ilie (1981).
Adrian Bucurel Ilie (* 20. dubna 1974 Craiova) je bývalý rumunský fotbalový útočník a reprezentant. Mohl nastoupit i na levém křídle. Účastník Mistrovství světa 1998, Mistrovství Evropy 1996 a 2000. Během své pestré kariéry vyhrál řadu trofejí. Jeho bratrem je bývalý fotbalista Sabin Ilie.
V roce 1998 zvítězil v anketě Fotbalista roku Rumunska.

## Klubová kariéra
Ilie začal hrát profesionálně fotbal v rumunském klubu FC Electroputere Craiova (v současnosti již neexistuje) a ve svých 19 letech přestoupil za 100 000 USD (tehdy rekordní částku v rámci rumunské ligy) do slavného rumunského týmu FC Steaua București, s nímž získal 4 ligové tituly a 2 pohárová prvenství. Poté strávil dvě sezóny v tureckém Galatasaray SK (a získal 2 ligové tituly).
Úspěšné období zažil ve španělském klubu Valencia CF, kde získal 1 ligový a 1 pohárový triumf. Zahrál si i ve finále Ligy mistrů UEFA 1999/2000, v němž Valencie podlehla Realu Madrid 0:3. Valencia se probojovala do finále i v následujícím ročníku LM 2000/01, kde podlehla tentokrát německému Bayernu Mnichov na penalty. Ilie však kvůli zranění nehrál. Poté se již nedostal do své dřívější formy a v roce 2002 mu byl ukončen kontrakt.
Sezonu 2002/03 strávil v jiném španělském týmu Deportivo Alavés, s nímž sestoupil z La Ligy do Segunda División. Poté šel do tureckého týmu Beşiktaş JK vedeného krajanem Mirceou Lucescem (sezóna 2003/04) a pak do švýcarského FC Zürich (1 pohárové prvenství). V květnu 2005 mu vystavilo stopku zranění kotníku. Sice ještě podepsal na příští sezónu smlouvu s belgickým týmem Germinal Beerschot, za něj však nenastoupil v jediném utkání. Rozhodl se tak ukončit kariéru.
V únoru 2009 o něj projevil eminentní zájem čečenský klub Terek Groznyj, ačkoli Adrian již čtyři roky nehrál fotbal na profesionální úrovni. Nicméně lékařské vyšetření vyloučilo možnost, že by jeho kotník vydržel zátěž.

## Reprezentační kariéra
V rumunském reprezentačním A-mužstvu debutoval 22. září 1993 v přátelském zápase proti Izraeli, kde odehrál 61 minut. Rumunsko vyhrálo 1:0.
Zúčastnil se Mistrovství světa 1998 ve Francii (vyřazení Chorvatskem v osmifinále po prohře 0:1), Mistrovství Evropy 1996 v Anglii (vyřazení v základní skupině B, Rumunsko nezískalo ani bod) a Mistrovství Evropy 2000 v Belgii a Nizozemsku (porážka 0:2 ve čtvrtfinále proti Itálii, tento zápas ale neodehrál).
Během svého působení v národním týmu odehrál celkem 55 zápasů a vstřelil 13 reprezentačních branek.